# Scoriodyta minima
Scoriodyta minima är en fjärilsart som beskrevs av Peter Hättenschwiler 1989. Scoriodyta minima ingår i släktet Scoriodyta och familjen säckspinnare. Inga underarter finns listade.